# Earn out
Eine Earn-Out-Klausel definiert in einem Kaufvertrag einen Anteil des Kaufpreises, der zu einem späteren Zeitpunkt erfolgsabhängig bezahlt wird. Solche Klauseln finden sich vor allem in Unternehmenskaufverträgen.

## Bemessungsgrundlage
Earn-Out-Klauseln können unterschiedliche Erfolgsgrößen zugrunde gelegt werden, meist ist dies aber eine betriebswirtschaftliche Größe, die der Gewinn- und Verlustrechnung entweder direkt entnommen oder auf deren Basis ermittelt wird (alternativ werden aber auch reale Größen wie Absatzvolumen herangezogen). Findet eine Earn-Out-Klausel Anwendung, so teilt sich der Kaufpreis in einen Basiskaufpreis (für die Gesellschaftsanteile) und einen durch die Earn-Out-Klausel zu bemessenden Zusatzkaufpreis auf. Der Basiskaufpreis wird zum Übergangszeitpunkt gezahlt, wohingegen der Zusatzkaufpreis zu einem späteren Zeitpunkt in Abhängigkeit vom Erreichen der in der Earn-Out-Klausel definierten Erfolgsgrößen bezahlt wird.
Problematisch sind Earn-out-Klauseln insbesondere in den Fällen, in denen der Verkäufer keinen oder wenig Einfluss auf oder Kontrolle über die Bemessungsgrundlage hat. Der Käufer kann in solchen Situationen verleitet sein, die Bemessungsgröße zum Nachteil des Verkäufers zu manipulieren. Darüber hinaus zeigt sich in der Praxis, dass ein zu erwerbendes Unternehmen nach Anteilsübergang meist vollständig in das Käuferunternehmen integriert wird. Die genaue Ermittlung der Bemessungsgrundlage des Earn-Out ist dadurch z. T. problematisch, da eine separate, trennscharfe Erfolgsermittlung in diesem Fall nicht mehr vorgenommen werden kann.

## Motivation
Weitaus häufigster Grund, weswegen Vertragsparteien eine Earn-Out-Klausel in einen Unternehmenskaufvertrag aufnehmen, sind unterschiedliche Erwartungen bezüglich der zukünftigen Ertragskraft des Unternehmens. Zu unterschiedlichen Erwartung bezüglich der zukünftigen Ertragskraft kann es z. B. bei neuen Technologien kommen, die sich am Markt noch nicht durchgesetzt haben. Darüber hinaus finden Earn-Out-Klauseln Anwendung, wenn eine hohe Unsicherheit hinsichtlich der Entwicklung des Unternehmens besteht (beispielsweise in Turnaround-Situationen, bei Start-up Unternehmen oder früheren Jahren ohne wirtschaftlichen Erfolg). Mit einer Earn-Out-Klausel findet eine Risikoverteilung zwischen den Vertragsparteien statt. Earn Outs werden aber auch herangezogen, um einen Verkäufer, der sich bereit erklärt auch nach dem Eigentümerwechsel als Geschäftsführer tätig zu sein, an das verkaufte Unternehmen zu binden.

## Wirtschaftlicher Charakter
Wirtschaftlich betrachtet stellen Earn-Out-Klauseln ein Optionsrecht  dar: Der Verkäufer erhält im Falle einer positiven Entwicklung der Bemessungsgrundlage der Earn-Out-Klausel eine zusätzliche Zahlung. Der Wert dieser Option lässt sich mit Methoden der finanzwirtschaftlichen Optionspreistheorie bestimmen.

## Rechtlicher Charakter
Rechtlich betrachtet handelt es sich bei einer Earn-Out-Klausel um einen bedingten Kaufpreis. Mit einem bedingten Kaufpreis wird eine vom Gesetz abweichende Risikoverteilung vorgenommen. Das Gesetz sieht vor, dass mit dem Übergang die wirtschaftlichen Chancen und Risiken vollständig auch auf den neuen Eigentümer übergehen. Durch eine Earn Out-Klausel partizipiert der Alt-Eigentümer noch nach dem Übergang an dem wirtschaftlichen Erfolg des verkauften Unternehmens.